# Rotello
Rotello là một đô thị ở tỉnh Campobasso trong vùng Molise thuộc nước Ý, có vị trí cách khoảng 30 km về phía đông bắc của Campobasso. Tại thời điểm ngày 31 tháng 12 năm 2004, đô thị này có dân số 1.322 người và diện tích là 70.0 km².
Rotello giáp các đô thị: Montelongo, Montorio nei Frentani, San Martino in Pensilis, Santa Croce di Magliano, Serracapriola, Torremaggiore, Ururi. The mayor of Rotello is Michele Pangia.